# Szuha
Szuha (slovaque : Suchá) est un village et une commune du comitat de Nógrád en Hongrie.